# C1R
C1R(Channel 1 Releasing)은 미국의 게이 포르노 제작사로, 로스앤젤레스에 본사를 두고 있다.
이 기업은 치 치 라루가 부분적으로 소유하고 있다. 포르노 비디오의 생산, 판매뿐 아니라 액세서리, 책, 캘린더 등 성산업 상품들도 판매한다.

## 포르노 영화 브랜드
- Channel 1 Releasing
- Rascal Videos
- All Worlds Video
- Dirk Yates
- Electro Video
- Catalina Video